# Rhynchodemus
Rhynchodemus ist eine Gattung der Landplanarien.

## Merkmale
Organismen in der Gattung Rhynchodemus haben einen länglichen Körper, der sich an beiden Enden verjüngt. Im Querschnitt ist der Körper oval oder rund. Die Kriechsohle nimmt den Großteil der Bauchfläche ein. Am Vorderende besitzen die Individuen zwei große Augen. Das Kopulationsorgan von Rhynchodemus hat eine große Höhle mit gefaltetem Epithelgewebe im männlichen Atrium genitale, jedoch keine Penispapille.

## Arten
Der Gattung Rhynchodemus gehören die folgenden Arten an:
- Rhynchodemus americanus Hyman, 1943
- Rhynchodemus angustus (Hyman, 1941)
- Rhynchodemus aripensis Prudhoe, 1949
- Rhynchodemus blainvillei von Graff, 1899
- Rhynchodemus bromelicola de Beauchamp, 1912
- Rhynchodemus graetzi du Bois-Reymond Marcus, 1953
- Rhynchodemus hectori von Graff, 1897
- Rhynchodemus ijimai Kaburaki, 1922
- Rhynchodemus inopinatus (de Beauchamp, 1930)
- Rhynchodemus marfa Marcus, 1953
- Rhynchodemus misus du Bois-Reymond Marcus, 1965
- Rhynchodemus nematopsis (de Beauchamp, 1930)
- Rhynchodemus oahuensis Hyman, 1939
- Rhynchodemus ochroleucus von Graff, 1899
- Rhynchodemus piptus Marcus, 1952
- Rhynchodemus samperi Furhmann, 1912
- Rhynchodemus schmardai von Graff, 1899
- Rhynchodemus schubarti du Bois-Reymond Marcus, 1955
- Rhynchodemus scius du Bois-Reymond Marcus, 1955
- Rhynchodemus sumbawaeiensis (Hausler-Gamish, 1982)
- Rhynchodemus sylvaticus (Leidy, 1851)
- Rhynchodemus vejdovskyi von Graff, 1899